# ピキン (トウガラシ)
ピキン(Pequin pepper)は、辛いトウガラシの栽培品種で、主にスパイスとして用いられる。分類上は、トウガラシの変種glabriusculumに分類される。
ピキンの木の高さは0.3-0.6mと比較的低く、卵形で明るい緑色の葉と長さ2cmを滅多に超えない小さな果実をつける。他の大部分のトウガラシと同様に、果実の色は最初は緑色で、熟すと明るい赤色になる。ピキンは非常に辛く、スコヴィル値はハラペーニョより13-40倍も大きい6万-10万ユニットである。柑橘類、燻製、ナッツのような風味を持つと言われる。
ピクルス、サルサ、ソース、スープ、酢等に用いられる。チョルーラ・ホットソースは、ピキンとアルボルを材料としている。